# Funció exponencial truncada
En matemàtiques, la funció exponencial truncada amb exponent {\displaystyle n} es defineix com:
{\displaystyle x_{+}^{n}={\begin{cases}x^{n}&:\ x>0\\0&:\ x\leq 0.\end{cases}}}
En particular,
{\displaystyle x_{+}={\begin{cases}x&:\ x>0\\0&:\ x\leq 0.\end{cases}}}
i interpretar l'exponent com a potència convencional.

## Relacions
- Les funcions exponencial truncades s'utilitzen per la construcció de B-splines.
- {\displaystyle x\mapsto x_{+}^{0}} és la funció esglaó de Heaviside.
- {\displaystyle \chi _{[a,b)}(x)=(b-x)_{+}^{0}-(a-x)_{+}^{0}} on {\displaystyle \chi } és la funció funció indicatriu.
- La funció exponencial truncada és refinable.

## Exemples
La funció exponencial truncada amb l'exponent 0 és una funció esglaó de Heaviside.
{\displaystyle x_{+}^{0}={\begin{cases}1&:\ x>0\\0&:\ x\leq 0.\end{cases}}}
La funció exponencial truncada amb l'exponent 1 és una funció rampa.
{\displaystyle x_{+}^{1}={\begin{cases}x&:\ x>0\\0&:\ x\leq 0.\end{cases}}}